# USA:s flagga
USA:s flagga har 13 ränder (7 röda och vita 6) som representerar de 13 ursprungliga delstaterna och 50 vita stjärnor på mörkblå bakgrund som representerar USA:s nuvarande 50 delstater. Flaggans nuvarande utseende antogs den 4 juli 1960, men fastställdes till sitt huvudmönster under amerikanska frihetskriget. Den har proportionerna 10:19. 
Flaggan brukar kallas Stars and Stripes (stjärnor och ränder), Old Glory (gammal ära), the Old Red eller the Star-Spangled Banner (det stjärnbeströdda baneret). Det senare namnet har givit upphov till namnet på USA:s nationalsång.
De officiella färgerna bestämdes 27 november 1981 till:
|                  | Old Glory Red (Gammal ära röd) | Old Glory Blue (Gammal ära blå) | White (Vit)            |
| ---------------- | ------------------------------ | ------------------------------- | ---------------------- |
| Pantone Systemet | Red PMS 193                    | Blue PMS 282                    |                        |
| RGB              | # C30C3E 195, 12, 62           | # 00204E 0, 32, 78              | # FFFFFF 255, 255, 255 |

## Historia

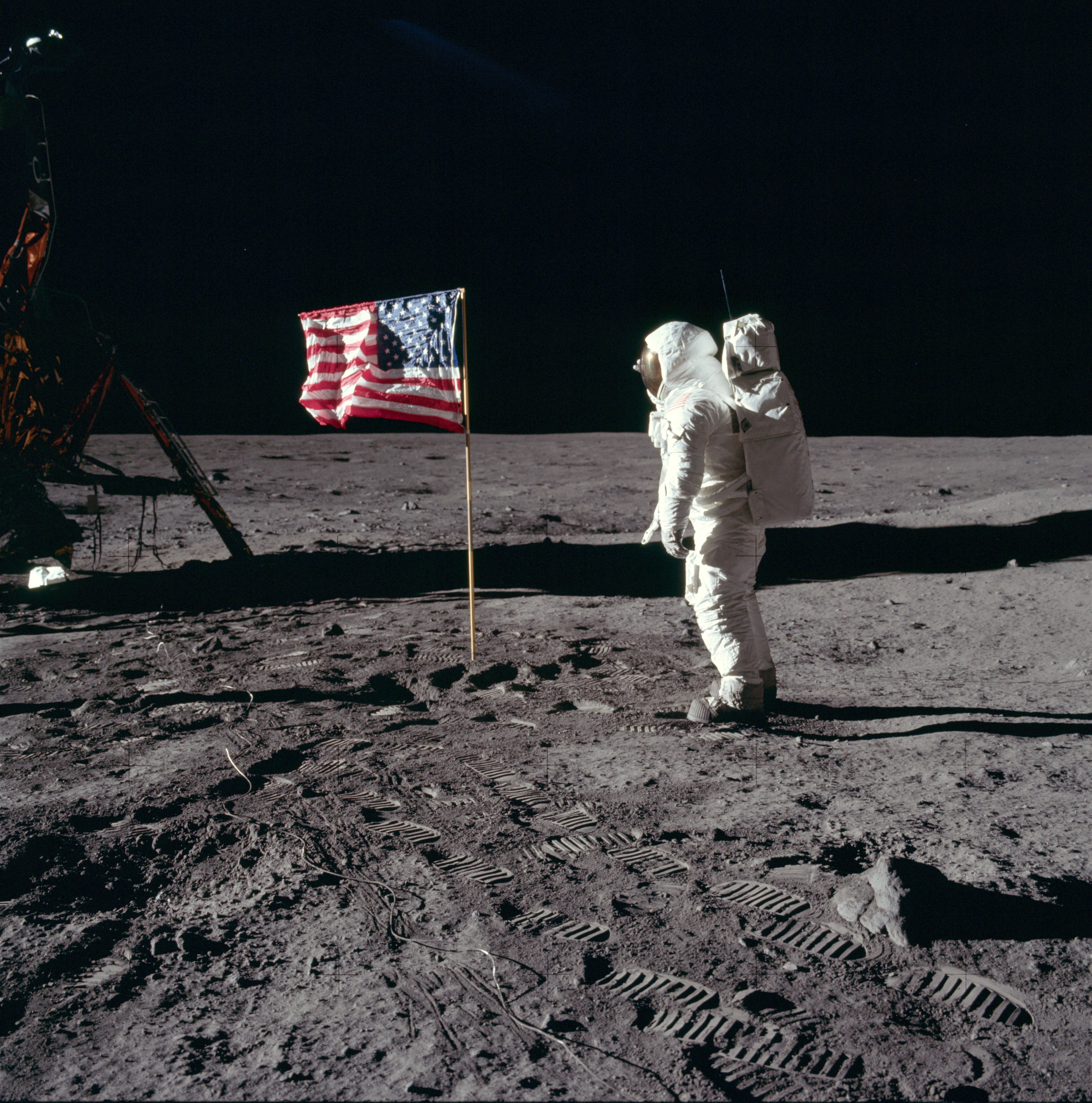
Den amerikanske astronauten Edwin "Buzz" Aldrin gör honnör för USA:s flagga på månen.

Flaggan fastställdes till sitt huvudmönster under frihetskriget, men har förändrats 26 gånger sedan dess, bland annat för att man lägger till en stjärna för varje ny delstat. Flaggans nuvarande utformning är från 1960, då den 50:e stjärnan lades till (efter att Hawaii blivit delstat 1959). Från början hade man tänkt sig att förutom en stjärna även lägga till en extra rand när en ny delstat anslöt sig till unionen. Från 1795 (efter att Vermont och Kentucky anslutit sig) hade flaggan således 15 stjärnor och 15 ränder, men när fem nya stater tillkom tyckte man antagligen att det växande antalet ränder störde flaggans design. Kongressen bestämde sig 1818 för att återgå till 13 ränder och i framtiden bara lägga till en ny stjärna för varje ny delstat. Varken stjärnorna eller ränderna står var och en för någon viss delstat, utan de representerar bara tillsammans de 50 nuvarande respektive de 13 ursprungliga.
Från början fanns det inga regler om i vilket mönster stjärnorna skulle läggas ut på det blå fältet, men numera bestäms det genom förordning av presidenten. När en ny delstat blir medlem av unionen, lägger man till en ny stjärna till flaggan nästkommande 4 juli (USA:s nationaldag).

### Historisk utveckling av flaggans utformning
Följande tabell ger en översikt över de 28 olika utformningar som har använts för USA:s flagga. Den exakta utformningen, inklusive färgspecifikation, blev inte standardiserad förrän 1934.
| Antal stjärnor | Antal ränder | Utformning | Stater representerade av nya stjärnor | Period                       | Tid som flaggan var aktuell           |
| -------------- | ------------ | ---------- | --- | ---------------------------- | ------------------------------------- |
| 0              | 13           |            | Inga stjärnor | 3 december 1775–14 juni 1777 | 1 år och 194 dagar                    |
| 13             | 13           |            | Delaware, Pennsylvania, New Jersey, Georgia, Connecticut, Massachusetts, Maryland, South Carolina, New Hampshire, Virginia, New York, North Carolina, Rhode Island | 14 juni 1777–1 maj 1795      | 17 år och 350 dagar                   |
| 15             | 15           |            | Kentucky, Vermont | 1 maj 1795–3 juli 1818       | 23 år och 64 dagar                    |
| 20             | 13           |            | Indiana, Louisiana, Mississippi, Ohio, Tennessee | 4 juli 1818–3 juli 1819      | 1 år                                  |
| 21             | 13           |            | Illinois | 4 juli 1819–3 juli 1820      | 1 år                                  |
| 23             | 13           |            | Alabama, Maine | 4 juli 1820–3 juli 1822      | 2 år                                  |
| 24             | 13           |            | Missouri | 4 juli 1822–3 juli 1836      | 14 år                                 |
| 25             | 13           |            | Arkansas | 4 juli 1836–3 juli 1837      | 1 år                                  |
| 26             | 13           |            | Michigan | 4 juli 1837–3 juli 1845      | 8 år                                  |
| 27             | 13           |            | Florida | 4 juli 1845–3 juli 1846      | 1 år                                  |
| 28             | 13           |            | Texas | 4 juli 1846–3 juli 1847      | 1 år                                  |
| 29             | 13           |            | Iowa | 4 juli 1847–3 juli 1848      | 1 år                                  |
| 30             | 13           |            | Wisconsin | 4 juli 1848–3 juli 1851      | 3 år                                  |
| 31             | 13           |            | Kalifornien | 4 juli 1851–3 juli 1858      | 7 år                                  |
| 32             | 13           |            | Minnesota | 4 juli 1858–3 juli 1859      | 1 år                                  |
| 33             | 13           |            | Oregon | 4 juli 1859–3 juli 1861      | 2 år                                  |
| 34             | 13           |            | Kansas | 4 juli 1861–3 juli 1863      | 2 år                                  |
| 35             | 13           |            | West Virginia | 4 juli 1863–3 juli 1865      | 2 år                                  |
| 36             | 13           |            | Nevada | 4 juli 1865–3 juli 1867      | 2 år                                  |
| 37             | 13           |            | Nebraska | 4 juli 1867–3 juli 1877      | 10 år                                 |
| 38             | 13           |            | Colorado | 4 juli 1877–3 juli 1890      | 13 år                                 |
| 43             | 13           |            | Idaho, Montana, North Dakota, South Dakota, Washington | 4 juli 1890–3 juli 1891      | 1 år                                  |
| 44             | 13           |            | Wyoming | 4 juli 1891–3 juli 1896      | 5 år                                  |
| 45             | 13           |            | Utah | 4 juli 1896–3 juli 1908      | 12 år                                 |
| 46             | 13           |            | Oklahoma | 4 juli 1908–3 juli 1912      | 4 år                                  |
| 48             | 13           |            | Arizona, New Mexico | 4 juli 1912–3 juli 1959      | 47 år                                 |
| 49             | 13           |            | Alaska | 4 juli 1959–3 juli 1960      | 1 år                                  |
| 50             | 13           |            | Hawaii | 4 juli 1960–                 | 64 år och 351 dagar (längst hittills) |

## Örlogsflagga

USA:s traditionella örlogsflagga, med antal stjärnor efter antal stater.

Flaggan på amerikanska flottans båtar, USA:s örlogsflagga, var först en flagga med rödvit randning efter order av örlogschefen Esek Hopkins i slutet av 1775. Efter att stjärnbaneret introducerats som USA:s flagga 1776 började flottan använda det blå fältet med stjärnor, men utan det rödvita randningen, som örlogsflagga. Den kallas "Union Jack", och har alltså samma namn som den brittiska unionsflaggan Union Jack, och den utökades under åren med en stjärna för varje stat som uppgick i USA. Under kortare perioder har varianter av den rödvitrandiga flaggan med en skallerorm och texten "Dont tread on me" använts av flottan..